# Placówka Straży Celnej „Chorocowa”

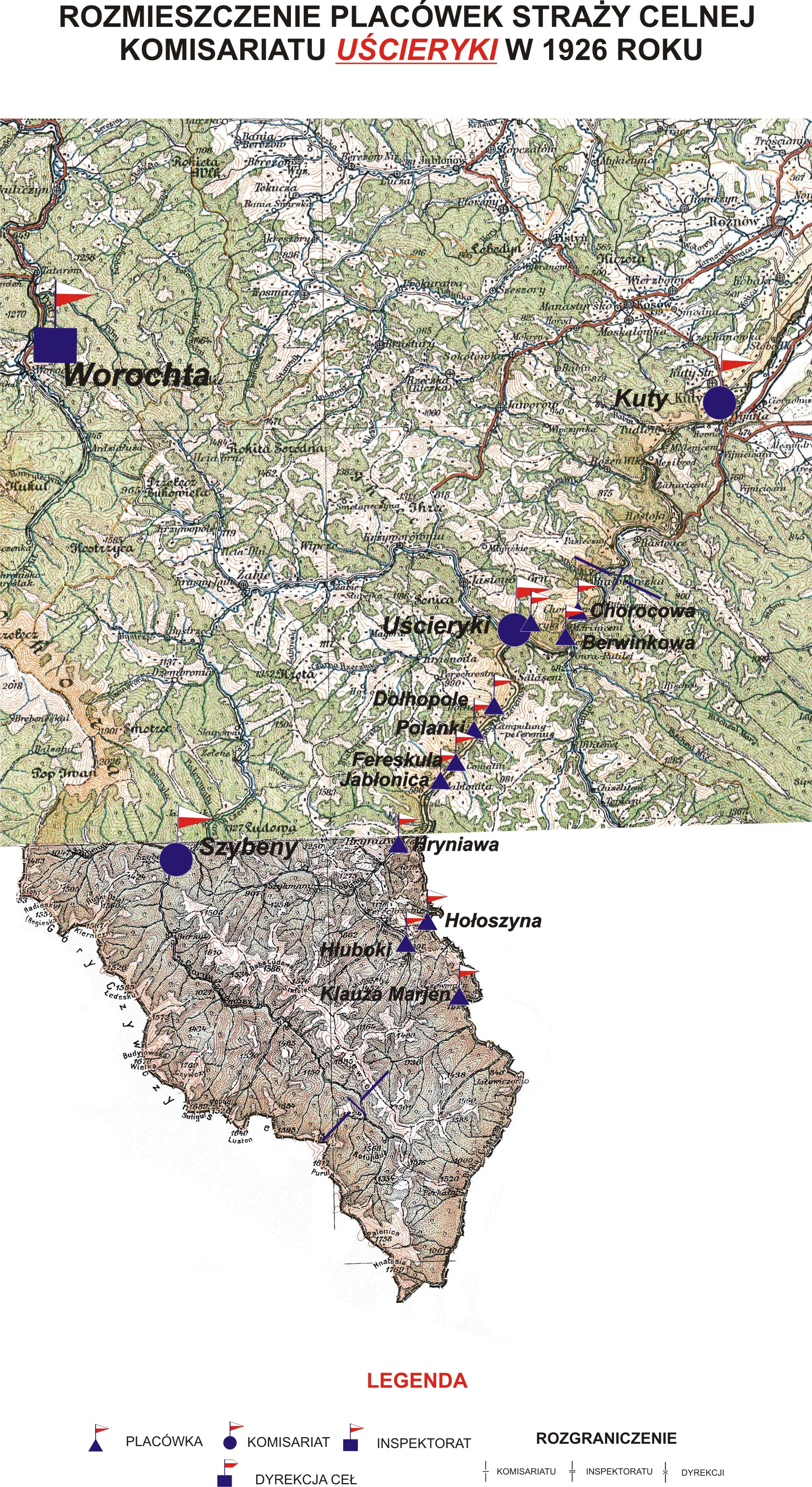
Rozmieszczenie placówek SC komisariatu Uścieryki w 1926

Placówka Straży Celnej „Chorocowa” – jednostka organizacyjna Straży Celnej pełniąca w okresie międzywojennym służbę ochronną na granicy polsko-rumuńskiej.

## Formowanie i zmiany organizacyjne
Na wniosek Ministerstwa Skarbu, uchwałą z 10 marca 1920 roku, powołano do życia Straż Celną. Jednostki Straży Celnej rozpoczęły przejmowanie odcinków granicy od pododdziałów Batalionów Celnych. W 1921 roku w Uścierykach stacjonował sztab 1 kompanii 11 batalionu celnego. Kompania wystawiała między innymi placówkę w Chorocowej. Proces tworzenia Straży Celnej trwał do końca 1922 roku. Placówka Straży Celnej „Chorocowa” weszła w podporządkowanie komisariatu Straży Celnej „Uścieryki” z Inspektoratu SC „Śniatyn”.
W drugiej połowie 1927 roku przystąpiono do gruntownej reorganizacji Straży Celnej. W praktyce skutkowało to rozwiązaniem tej formacji granicznej. Ochronę północnej, zachodniej i południowej granicy państwa przejęła powołana z dniem 2 kwietnia 1928 roku Straż Graniczna.

## Funkcjonariusze placówki
Kierownicy placówki
| stopień    | imię i nazwisko, numer | okres pełnienia służby | kolejne stanowisko |
| ---------- | ---------------------- | ---------------------- | ------------------ |
| przodownik | Roman Dużak (32)       | był w 1926             |                    |

Obsada personalna placówki w 1926:
- przodownik Roman Dużak (32)
- strażnik Stefan Kraszkiewicz (987)
- strażnik Józef Zydorek (636)
- strażnik Bronisław Nadolny (506)
- strażnik Franciszek Nowacki (1966)
- strażnik Leon Pelikant (1972)